# Vergt-de-Biron
Vergt-de-Biron ist eine französische Gemeinde mit 188 Einwohnern (Stand 1. Januar 2022) im Département Dordogne in der Region Nouvelle-Aquitaine (vor 2016: Aquitanien). Sie gehört zum Arrondissement Bergerac und zum Kanton Lalinde.
Der Name in der okzitanischen Sprache lautet Al Vèrn und bedeutet „Erle“.
Die Einwohner werden Vernois und Vernoises genannt.

## Geographie
Vergt-de-Biron liegt ca. 40 Kilometer südöstlich von Bergerac im Gebiet Bergeracois der historischen Provinz Périgord an der südlichen Grenze zum benachbarten Département Lot-et-Garonne.
Umgeben wird Vergt-de-Biron von den acht Nachbargemeinden:
| Parranquet (Lot-et-Garonne)                | Saint-Cassien                               | Gaugeac                   |
| Saint-Martin-de-Villeréal (Lot-et-Garonne) | Kompassrose, die auf Nachbargemeinden zeigt | Biron                     |
| Dévillac (Lot-et-Garonne)                  | Paulhiac (Lot-et-Garonne)                   | Gavaudun (Lot-et-Garonne) |

Vergt-de-Biron liegt im Einzugsgebiet des Flusses Garonne.
Der Dropt, einer seiner rechten Nebenflüsse, durchquert das nördliche Gebiet der Gemeinde.
Der Laussou, ein Nebenfluss der Lède, bewässert ebenfalls das Gemeindegebiet zusammen mit seinen Nebenflüssen,
- dem Ruisseau de la Fontaine de Saint-Jean und
- dem Ruisseau de la Fontaine Biron, der in Vergt-de-Biron entspringt, zusammen mit seinem Nebenfluss,
  - dem Ruisseau de Vergt, der in Vergt-de-Biron entspringt.[3]

## Geschichte
Im Jahre 1827 wurde die Gemeinde Vergt-de-Biron in die Gemeinde Biron integriert. Im Jahre 1840 wurde Vergt-de-Biron wieder eine unabhängige Gemeinde mit der Zugabe der Weiler Bertis im Süden und Saint-Cernin im Nordosten des heutigen Gemeindegebiets.

## Einwohnerentwicklung
Nach Wiedererlangung der Unabhängigkeit im Jahre 1840 mit größerer Fläche zeigte die Einwohnerzahl einen Höchststand von 715. In der Folgezeit setzte ein Rückgang bis zu den 1970er Jahren ein, die die Zahl der Einwohner bei kurzen Erholungsphasen auf rund 170 Einwohner sinken ließ, bevor sie sich auf ein Niveau von rund 190 Einwohnern stabilisierte.
| Jahr      | 1962 | 1968 | 1975 | 1982 | 1990 | 1999 | 2006 | 2011 | 2022 |
| --------- | ---- | ---- | ---- | ---- | ---- | ---- | ---- | ---- | ---- |
| Einwohner | 207  | 188  | 171  | 181  | 190  | 182  | 189  | 183  | 188  |

## Sehenswürdigkeiten
- Pfarrkirche Saint-Pierre-ès-Liens in Vergt-de-Biron aus dem 12. Jahrhundert
- Kapelle Saint-Cernin in Saint-Cernin aus dem 12. Jahrhundert
- Pfarrkirche Saint-Jean-Baptiste in Bertis aus dem 14. Jahrhundert
- Allée du Point du Jour, Dolmen

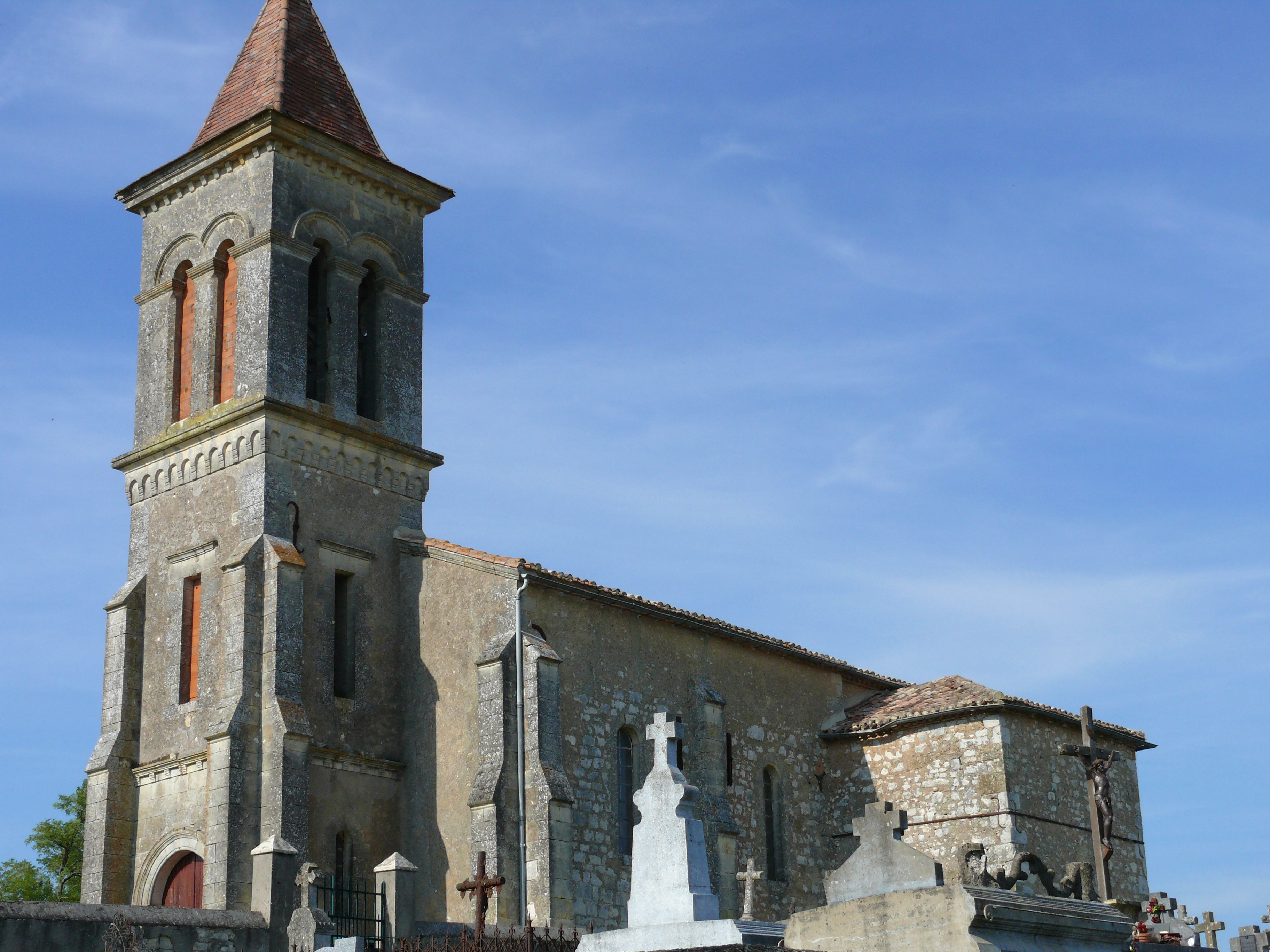
Pfarrkirche Saint-Pierre-ès-Liens in Vergt-de-Biron
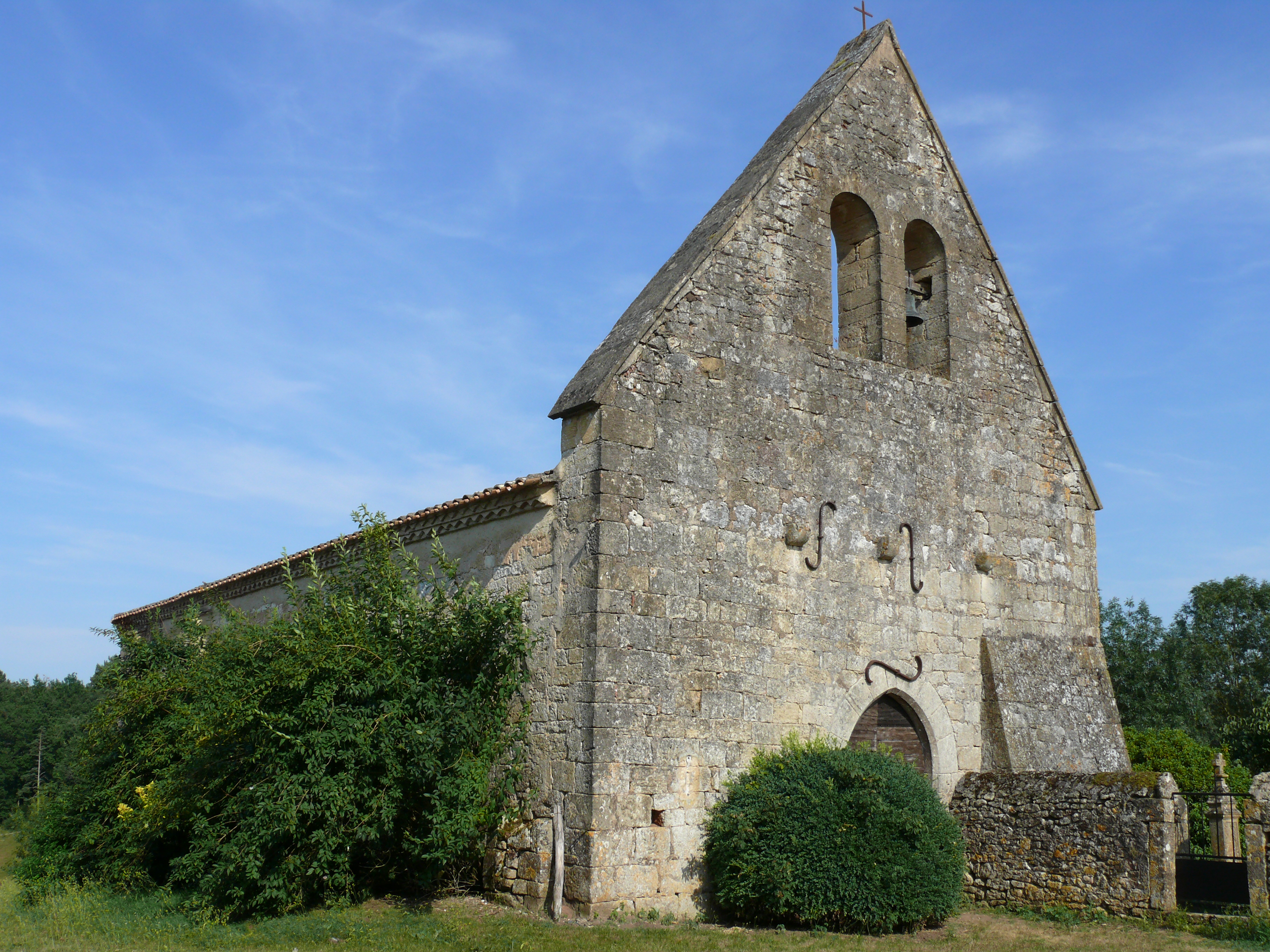
Pfarrkirche Saint-Jean-Baptiste in Bertis
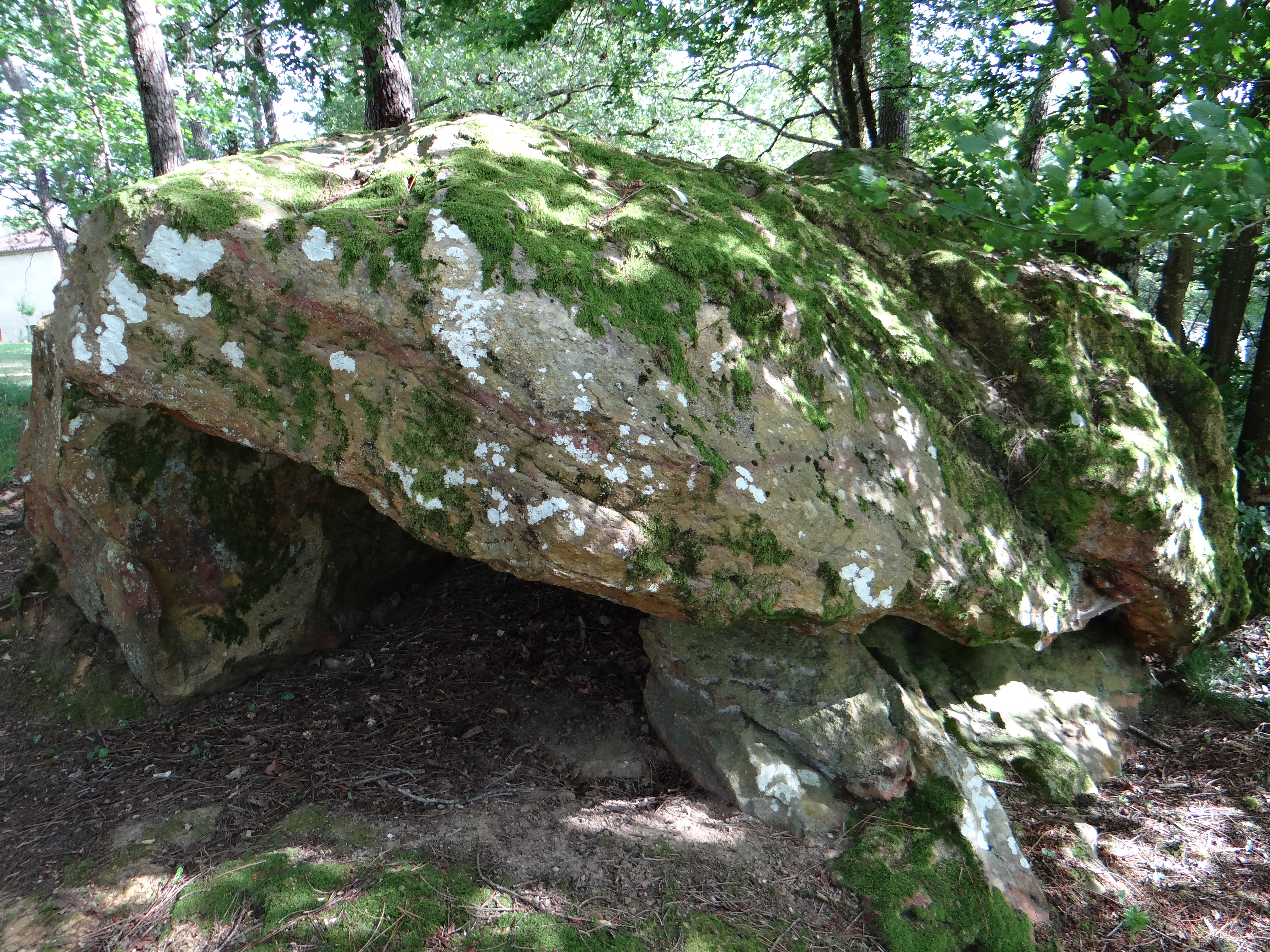
Dolmen

## Wirtschaft und Infrastruktur
Vergt-de-Biron liegt in den Zone AOC des Nussöls des Périgord.

### Bildung
Die Gemeinde verfügt über eine öffentliche Vorschule mit 20 Schülerinnen und Schülern im Schuljahr 2018/2019.

### Verkehr
Vergt-de-Biron ist erreichbar über die Routes départementales 2 (104 im Département Lot-et-Garonne), 2E (272 im Département Lot-et-Garonne), 53, sowie 235 (Département Lot-et-Garonne) und 255 (Département Lot-et-Garonne).

## Persönlichkeiten
Pierre Bellemare, geboren am 21. Oktober 1929 in Boulogne-Billancourt (Département Hauts-de-Seine), gestorben am 26. Mai 2018 in Suresnes (Département Hauts-de-Seine), war ein französischer Schriftsteller, Moderator und Produzent für das französische Fernsehen. Seine letzten Jahre lebte er zeitweise in seinem Haus in Vergt-de-Biron.